# 名久井村
名久井村（なくいむら）は、かつて青森県にあった村。

## 沿革
- 1889年（明治22年）4月1日 - 町村制施行により三戸郡上名久井村、下名久井村、高瀬村、平村、法光寺村、鳥舌内村、鳥谷村が合併し、名久井村が発足。
- 1937年（昭和12年）8月1日 - 三戸郡北川村、平良崎村と境界の一部を変更。
- 1955年（昭和30年）7月29日 - 三戸郡北川村と合併して、名川町となり消滅。